# سو جيفارا
سو جيفارا (بالإنجليزية: Sue Guevara)‏ هي مدربة كرة سلة أمريكية، ولدت في 8 يوليو 1954 في ساغيناو في الولايات المتحدة.